# Allas-les-Mines
Allas-les-Mines is een gemeente in het Franse departement Dordogne (regio Nouvelle-Aquitaine) en telt 224 inwoners (1999). De plaats maakt deel uit van het arrondissement Sarlat-la-Canéda.

## Geografie
De oppervlakte van Allas-les-Mines bedraagt 7,0 km², de bevolkingsdichtheid is 32,0 inwoners per km².

## Situatie
De onderstaande kaart toont de ligging van Allas-les-Mines met de belangrijkste infrastructuur en aangrenzende gemeenten.

## Demografie
Onderstaande figuur toont het verloop van het inwonertal (bron: INSEE-tellingen).

## Bezienswaardigheden
- Musée La Rue du Temps qui passe, museum met een reconstructie van een wijk in de twintigste eeuw.[2]